# Koncentracijski logor
Koncentracijski logor (njem. Konzentrationslager, KZ)  naziv je za vojno nadzirani logor u kojemu su smješteni ratni zarobljenici ili civili radi ciljanoga ponižavanja, mučenja ili uništavanja, a često imaju i sekundarnu namjenu kao radni logor. Iako je naziv postojao i prije pojave nacističkoga režima za razne sabirne logore, svakodnevno se najviše upotrebljava za zatočeničke logore nacističke Njemačke i njezinih saveznika u vrijeme Drugoga svjetskog rata,  ponajprije za logore smrti u kojima je ubijeno više milijuna ljudi i počinjen holokaust. Na području je bivše Jugoslavije ustaška vlast po uzoru na njemačke naciste koristila izraz »sabirni logor« za svoje koncentracijske logore. 
Obični zatočenički logori se koriste za zatvaranje političkih protivnika režima, pripadnika pojedinih etničkih ili religijskih skupina te nepoželjnog civilnog stanovništva. Takvi logori stvaraju se uglavnom tijekom ratova. Zatvorenici u njima bivaju zatočeni bez sudskih procesa, najčešće na osnovi političkih, vjerskih ili nacionalnih kriterija.

## Etimologija
Izraz sabirni logor potječe od njemačkoga naziva Konzentrationslager.[nedostaje izvor]

## Povijest
Prvi sabirni logor pojavio se za vrijeme Trećeg kubanskog rata za neovisnost (1895. – 1898.), kada je španjolski vojni guverner Valeriano Weyler naredio prisilno iseljavanje i zatvaranje seljaka i njihovih obitelji s područja gdje su djelovali kubanski pobunjenici. Zbog loših uvjeta i pretrpavanja umrlo je mnogo zatvorenika.
Britanci su koristili sabirne logore za vrijeme Drugog Burskog rata (1899. – 1902.), gdje su zatvarali uglavnom burske žene i djecu u logore diljem Južnoafričke Republike. Zbog loših uvjeta života u logorima, te slabe ishrane umrlo je više od 28.000 zatvorenika.
Za Staljinova režima uspostavljeni su brojni gulazi, još prije 1941. i napada na SSSR.
U kraljevini Jugoslaviji su uspostavljeni sabirni logori pred drugi svjetski rat. Namijenjeni su bili komunistima, a osnovani su na kraljevu zapovijed.
Tijekom Drugog svjetskog rata obje strane držale su sabirne logore, no Sile Osovine koristile su sabirne logore za masovno istrebljivanje nepoželjnih etničkih skupina (npr. Židovi, Romi, Slaveni), te političkih neprijatelja. U mnogim slučajevima sabirni logori u nacističkoj Njemačkoj bili su radni logori u kojima su zatvorenici radili kao robovi.
Na području današnje Republike Hrvatske, za vladavine Ante Pavelića i režima NDH djelovao je Sabirni logor Jasenovac za ubojstva velikog broja Srba, Židova, Roma i Hrvata neistomišljenika režima.  
Tijekom agresije na Republiku Hrvatsku 1990-ih, branitelji i civili odvođeni su u sabirne logore koje su organizirali pobunjeni Srbi na okupiranom teritoriju Republike Hrvatske, te na teritoriju Srbije i Crne Gore. Najveći i najozloglašeniji bio je Logor Srijemska Mitrovica.
U ratu u BiH su također otvarani sabirni logori, a neki od najzloglasnijih su Omarska, Keraterm i Manjača, koji su bili pod srpskim nadzorom.

## Slike sabirnih logora
- Dolazak karpatskih Židova u sabirni logor Auschwitz u svibnju 1944.
- Ulaz u sabirni logor Auschwitz 1945.
- Novoobučeni SS stražari u sabirnom logoru Dachau 27. svibnja 1933.
- Ulaz u sabirni logor Dachau
- Ulaz u Sabirni logor Jasenovac
- Srpski zatvorenici u sabirnom logoru Jasenovac 1942.

## Vanjske poveznice
|  | Zajednički poslužitelj ima još gradiva o temi Koncentracijski logor |

- Logori: Vrste zarobljeničkih logora i njihova povijesna uloga